# Rosário Oeste
Rosário Oeste – miasto i gmina w Brazylii, w stanie Mato Grosso.